# Akihiro Ienaga
Akihiro Ienaga (家長 昭博?, Ienaga Akihiro; Nagaokakyō, 13 giugno 1986) è un calciatore giapponese, centrocampista del Kawasaki Frontale.

## Biografia
È sposato con sua moglie Aki.

## Caratteristiche tecniche
Ricopre il ruolo di ala destra ma anche quello di trequartista, è un buon rigorista e possiede anche potenza di tiro, è di piede mancino ma è capace di segnare tirando anche con il piede destro. Può segnare per merito dei suoi tiri di testa inoltre è in grado di trovare la rete calciando anche da fuori area, oltre ad avere fiuto per l'assist e aiutando e trascinando la squadra palla al piede nelle azioni offensive, dimostrando di essere un buon regista mobile.

## Carriera

### Club
Ha mosso i primi passi nelle giovanili del Gamba Osaka facendo il suo esordio il 26 giugno 2004 in prima squadra, proprio in questa occasione segna la sua prima rete come professionista con uno strepitoso tiro da fuori area, aprendo le marcature nella vittoria per 4-1 contro l'Albirex Niigata. Vincerà l'edizione 2005 della J1 League, la prima divisione del calcio giapponese, per tutta la competizione però non ha segnato nessuna rete, nella partita vinta contro il Kawasaki Frontale per 3-2 ha fornito un assist vincente al suo compagno Masashi Ōguro. Nel 2007 vincerà la Coppa del Giappone segnando una rete ai quarti di finale battendo per 5-2 l'Urawa Red Diamonds pur non giocando la finale vinta contro il Kawasaki Frontale.
Dal 2008 al 2009 giocherà per l'Oita Trinita segnando in tutto tre reti per la squadra, prima nell'edizione 2009 della Coppa del Giappone dove farà un gol contro il Sanfrecce Hiroshima e il Júbilo Iwata ed entrambe le partite si concluderanno con un pareggio per 2-2, e il terzo nell'edizione 2009 del campionato giapponese, nella partita persa per 3-1 contro il Gamba Osaka. Nell'edizione successiva del campionato, dove indosserà la maglia del Cerezo Osaka sarà autore di quattro reti, una nel pareggio contro il Montedio Yamagata per 3-3, un altro nella vittoria per 5-0 contro il Sanfrecce Hiroshima, segnerà la rete del 2-0 battendo lo Yokohama F·Marinos e con un suo gol la squadra prevarrà per 1-0 ai danni del Kyoto Sanga.
Nel 2011 giocherà nella LaLiga, il campionato spagnolo, militando nel Maiorca, segnando solo due reti, prima con un colpo di testa nel pareggio per 2-2 contro il Siviglia e, sempre con un'altra rete di testa, segnerà il gol del 2-0 battendo il Getafe, inoltre dal sul tiro calciato con il sinistro è nato il tap-in vincente con cui Emilio Nsue segnerà il gol del 2-1 battendo l'Espanyol.. Avrà una breve esperienza nel 2012 con lo Ulsan Hyundai, club della Corea del Sud, segnando una sola rete per la squadra, vincendo per 3-1 contro il Pohang Steelers, per poi tornare a giocare in Giappone per il Gamba Osaka, dove segnerà la sua prima doppietta battendo per 3-2 il Kawasaki Frontale, la squadra retrocede nella J2 League, la seconda divisione del calcio nipponico, segnando la sua ultima rete per la squadra nella vittoria per 3-1 contro il Consadole Sapporo.
Dopo un breve ritorno al Maiorca durato solo otto partite, inizierà a giocare per l'Omiya Ardija, segnado la sua prima rete per la squadra nella vittoria per 4-3 contro il Kawasaki Frontale, e nella partita successiva segnerà una doppietta battendo per 4-0 il Vegalta Sendai, la squadra si classificherà 16º nel campionato retrocedendo in seconda divisione, riuscendo tuttavia a vincerla e a tornare in prima divisione segnado undici reti, alcune in varie vittorie come quelle per 3-2 contro il Consadole Sapporo e l'Oita Trinita, farà un gol in entrambe le partite contro lo Yokohama FC vincendole per 3-0, segnerà la rete del 5-0 sconfiggendo il FC Gifu, con un colpo di testa farà un gol nella vittoria per 2-1 contro il Giravanz Kitakyushu e sarà autore della rete del 1-0 vincendo ai danni del Tochigi SC. Tornando a giocare nella prima divisione, nell'edizione 2016 segnerà undici reti in campionato, con i suoi gol la squadra batterà per 1-0 lo Shonan Bellmare, il Vegalta Sendai e l'Avispa Fukuoka, farà una rete anche nella vittoria contro il Kashiwa Reysol per 2-1 e segnerà una doppietta battendo per 3-2 il Kawasaki Frontale.
A partire dal 2017 indosserà la maglia del Kawasaki Frontale, segnando per la prima volta con la squadra il 12 luglio con il gol del 4-0 battendo il Thespakusatsu Gunma. Vincerà l'edizione 2017, segnando un gol nella vittoria per 3-1 contro il Kashima Antlers inoltre sarà autore della rete del 3-0 battendo lo Yokohama F·Marinos, e per merito di un suo assist Elsinho segnerà il gol del 1-0 con cui prevarranno contro il Gamba Osaka. Il 26 ottobre 2019 vincerà la Coppa del Giappone disputando la finale contro il Consadole Sapporo che finirà per 3-3 e ai rigori il Kawasaki Frontale vincerà per 5-4 e Ienaga segnerà un gol calciando dal dischetto. Dopo aver vinto l'edizione 2019 del campionato, vincerà anche quella del 2020 segnando undici gol, farà per ben due volte una doppietta contro il Kashiwa Reysol, prima vincendo per 3-1 e poi per 3-2, farà una tripletta sconfiggendo per 5-0 il Gamba Osaka, farà due assist vincenti con cui la squadra batterà per 2-1 il Kashima Antlers, e con un suo cross Yū Kobayashi segnerà il gol del 1-0 battendo lo Shonan Bellmare.
Segnerà una doppietta nella prima giornata dell'edizione 2021 del campionato, decidendo la vittoria su 2-0 contro lo Yokohama F·Marinos e farà un'altra doppietta battendo per 4-2 il FC Tokyo, inoltre con un suo gol la squadra sconfiggerà per 1-0 il Kashiwa Reysol.

### Nazionale
Nel 2005 viene convocato per giocare con la Nazionale Under-20 prendendo parte a tutte le partite del mondiale giovanile Paesi Bassi 2005.
La sua prima convocazione con la nazionale maggiore è avvenuta il 24 marzo 2007 nella vittoria per 2-0 contro il Perù. Ienaga ha trovato pochissimo spazio in nazionale, avendo giocato in tutto solo tre partite, le ultime due nel 2011, prima nel pareggio per 0-0 contro la Repubblica Ceca e poi nella vittoria per 3-0 contro la Corea del Sud.
Con la Nazionale Under-23 ha preso parte alle qualificazioni per le Olimpiadi di Pechino segnando una rete nella vittoria per 3-0 contro la Siria, ma pur avendo ottenuto la qualificazione non verrà convocato per i giochi olimipici.

## Statistiche

### Presenze e reti nei club
Statistiche aggiornate al 12 dicembre 2023.
| Stagione                 | Club                     | Campionato               | Campionato | Campionato | Coppe nazionali | Coppe nazionali | Coppe nazionali | Coppe continentali | Coppe continentali | Coppe continentali | Altre coppe | Altre coppe | Altre coppe | Totale | Totale |
| Stagione                 | Club                     | Comp                     | Pres       | Reti       | Comp            | Pres            | Reti            | Comp               | Pres               | Reti               | Comp        | Pres        | Reti        | Pres   | Reti   |
| ------------------------ | ------------------------ | ------------------------ | ---------- | ---------- | --------------- | --------------- | --------------- | ------------------ | ------------------ | ------------------ | ----------- | ----------- | ----------- | ------ | ------ |
| 2004                     | Gamba Osaka              | J1                       | 8          | 1          | CG+CdL          | 0+3             | 0               | -                  | -                  | -                  | -           | -           | -           | 11     | 1      |
| 2005                     | Gamba Osaka              | J1                       | 24         | 0          | CG+CdL          | 3+5             | 0+1             | -                  | -                  | -                  | -           | -           | -           | 32     | 1      |
| 2006                     | Gamba Osaka              | J1                       | 28         | 2          | CG+CdL          | 4+2             | 2+0             | ACL                | 6                  | 1                  | SG          | 1           | 0           | 41     | 5      |
| 2007                     | Gamba Osaka              | J1                       | 27         | 2          | CG+CdL          | 3+7             | 0+1             | -                  | -                  | -                  | SG          | 0           | 0           | 37     | 3      |
| 2008                     | Oita Trinita             | J1                       | 4          | 0          | CG+CdL          | 1+0             | 0               | -                  | -                  | -                  | -           | -           | -           | 5      | 0      |
| 2009                     | Oita Trinita             | J1                       | 26         | 1          | CG+CdL          | 1+6             | 0+2             | -                  | -                  | -                  | SBC         | 1           | 0           | 34     | 3      |
| Totale Oita Trinita      | Totale Oita Trinita      | Totale Oita Trinita      | 30         | 1          |                 | 8               | 2               |                    | -                  | -                  |             | 1           | 0           | 39     | 3      |
| 2010                     | Cerezo Osaka             | J1                       | 31         | 4          | CG+CdL          | 3+6             | 0               | -                  | -                  | -                  | -           | -           | -           | 40     | 4      |
| gen.-giu. 2011           | Maiorca                  | PD                       | 14         | 2          | CR              | 0               | 0               | -                  | -                  | -                  | -           | -           | -           | 14     | 2      |
| 2011-feb. 2012           | Maiorca                  | PD                       | 4          | 0          | CR              | 1               | 0               | -                  | -                  | -                  | -           | -           | -           | 5      | 0      |
| feb.-lug. 2012           | Ulsan HD                 | KL1                      | 12         | 1          | CCS             | 2               | 0               | ACL                | 5                  | 0                  | -           | -           | -           | 19     | 1      |
| ago.-dic. 2012           | Gamba Osaka              | J1                       | 12         | 5          | CG+CdL          | 6+1             | 1+0             | -                  | -                  | -                  | -           | -           | -           | 19     | 6      |
| gen.-giu. 2013           | Gamba Osaka              | J2                       | 17         | 1          | -               | -               | -               | -                  | -                  | -                  | -           | -           | -           | 17     | 1      |
| Totale Gamba Osaka       | Totale Gamba Osaka       | Totale Gamba Osaka       | 116        | 11         |                 | 34              | 5               |                    | 6                  | 1                  |             | 1           | 0           | 157    | 17     |
| 2013-gen. 2014           | Maiorca                  | SD                       | 7          | 0          | CR              | 1               | 0               | -                  | -                  | -                  | -           | -           | -           | 8      | 0      |
| Totale Maiorca           | Totale Maiorca           | Totale Maiorca           | 25         | 2          |                 | 2               | 0               |                    | -                  | -                  |             | -           | -           | 27     | 2      |
| 2014                     | RB Omiya Ardija          | J1                       | 33         | 6          | CG+CdL          | 3+5             | 0               | -                  | -                  | -                  | -           | -           | -           | 41     | 6      |
| 2015                     | RB Omiya Ardija          | J2                       | 33         | 11         | CG              | 3               | 0               | -                  | -                  | -                  | -           | -           | -           | 36     | 11     |
| 2016                     | RB Omiya Ardija          | J1                       | 26         | 11         | CG+CdL          | 3+2             | 1+1             | -                  | -                  | -                  | -           | -           | -           | 31     | 13     |
| Totale Omiya Ardija      | Totale Omiya Ardija      | Totale Omiya Ardija      | 92         | 28         |                 | 16              | 2               |                    | -                  | -                  |             | -           | -           | 108    | 30     |
| 2017                     | Kawasaki Frontale        | J1                       | 21         | 2          | CG+CdL          | 3+5             | 1+2             | ACL                | 6                  | 0                  | -           | -           | -           | 35     | 5      |
| 2018                     | Kawasaki Frontale        | J1                       | 32         | 6          | CG+CdL          | 3+1             | 1+0             | ACL                | 4                  | 0                  | SG          | 1           | 0           | 41     | 7      |
| 2019                     | Kawasaki Frontale        | J1                       | 26         | 0          | CG+CdL          | 1+5             | 1+0             | ACL                | 4                  | 0                  | SG          | 1           | 0           | 37     | 1      |
| 2020                     | Kawasaki Frontale        | J1                       | 29         | 11         | CG+CdL          | 2+3             | 0+1             | -                  | -                  | -                  | -           | -           | -           | 34     | 12     |
| 2021                     | Kawasaki Frontale        | J1                       | 37         | 8          | CG+CdL          | 5+2             | 1+1             | ACL                | 6                  | 0                  | SG          | 1           | 0           | 51     | 10     |
| 2022                     | Kawasaki Frontale        | J1                       | 34         | 12         | CG+CdL          | 2+2             | 0               | ACL                | 4                  | 0                  | SG          | 1           | 0           | 43     | 12     |
| 2023                     | Kawasaki Frontale        | J1                       | 33         | 2          | CG+CdL          | 4+4             | 0               | ACL                | 5                  | 1                  | -           | -           | -           | 46     | 3      |
| Totale Kawasaki Frontale | Totale Kawasaki Frontale | Totale Kawasaki Frontale | 212        | 41         |                 | 42              | 8               |                    | 29                 | 1                  |             | 4           | 0           | 287    | 50     |
| Totale carriera          | Totale carriera          | Totale carriera          | 518        | 88         |                 | 113             | 17              |                    | 40                 | 2                  |             | 6           | 0           | 677    | 107    |

### Cronologia presenze e reti in nazionale
| Cronologia completa delle presenze e delle reti in nazionale ― Giappone | Cronologia completa delle presenze e delle reti in nazionale ― Giappone | Cronologia completa delle presenze e delle reti in nazionale ― Giappone | Cronologia completa delle presenze e delle reti in nazionale ― Giappone | Cronologia completa delle presenze e delle reti in nazionale ― Giappone | Cronologia completa delle presenze e delle reti in nazionale ― Giappone | Cronologia completa delle presenze e delle reti in nazionale ― Giappone | Cronologia completa delle presenze e delle reti in nazionale ― Giappone |
| Data                                                                    | Città                                                                   | In casa                                                                 | Risultato                                                               | Ospiti                                                                  | Competizione                                                            | Reti                                                                    | Note                                                                    |
| ----------------------------------------------------------------------- | ----------------------------------------------------------------------- | ----------------------------------------------------------------------- | ----------------------------------------------------------------------- | ----------------------------------------------------------------------- | ----------------------------------------------------------------------- | ----------------------------------------------------------------------- | ----------------------------------------------------------------------- |
| 24-3-2007                                                               | Yokohama                                                                | Giappone                                                                | 2 – 0                                                                   | Perù                                                                    | Amichevole                                                              | -                                                                       | 85’                                                                     |
| 7-6-2011                                                                | Yokohama                                                                | Giappone                                                                | 0 – 0                                                                   | Rep. Ceca                                                               | Amichevole                                                              | -                                                                       | 64’                                                                     |
| 10-8-2011                                                               | Sapporo                                                                 | Giappone                                                                | 3 – 0                                                                   | Corea del Sud                                                           | Amichevole                                                              | -                                                                       | 73’                                                                     |
| Totale                                                                  |                                                                         | Presenze                                                                | 3                                                                       |                                                                         | Reti                                                                    | 0                                                                       |                                                                         |

## Palmarès

### Club
- Campionato giapponese: 5

Gamba Osaka: 2005
Kawasaki Frontale: 2017, 2018, 2020, 2021
- Supercoppa del Giappone: 4

Gamba Osaka: 2007
Kawasaki Frontale: 2019, 2021, 2024
- Coppa J. League: 3

Gamba Osaka: 2007
Oita Trinita: 2008
Kawasaki Frontale: 2019
- J2 League: 1

Omiya Ardija: 2015
- Coppa dell'Imperatore: 2

Kawasaki Frontale: 2020, 2023

### Nazionale
- Kirin Cup: 1

2011

### Individuale
- Miglior giocatore del campionato giapponese: 1

2018
- Squadra del campionato giapponese: 4

2018, 2020, 2021, 2022